# Nave appoggio sommergibili

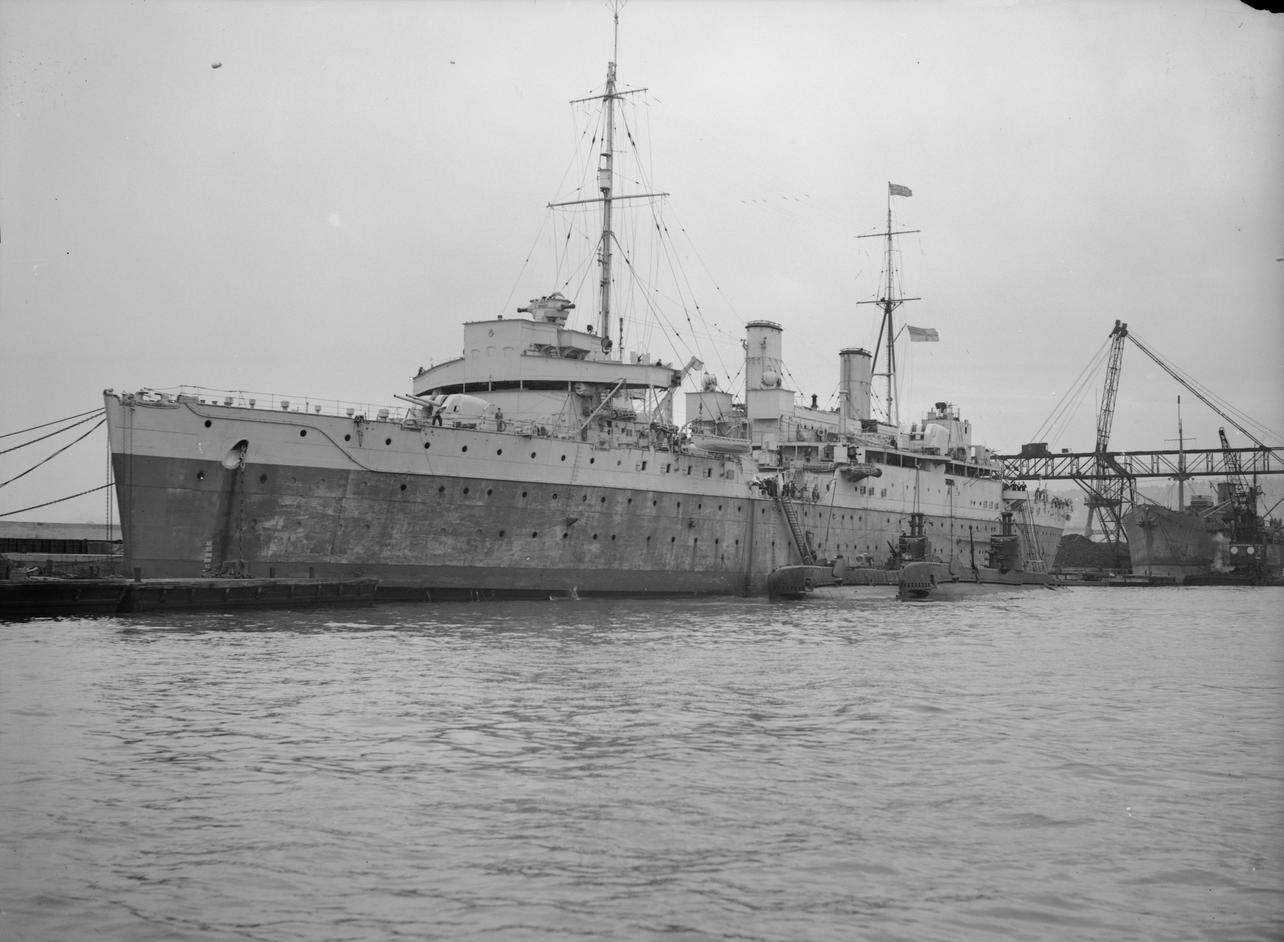
La nave appoggio sommergibili britannica HMS Maidstone nel porto di Algeri nel 1943; sulla sua fiancata sinistra si scorgono due sommergibili della classe S

Una nave appoggio sommergibili è un tipo particolare di nave ausiliaria di una marina militare: come si evince dal nome, si tratta di un'unità incaricata di fornire assistenza logistica a un sommergibile che si trovi lontano dalle sue basi operative.
Generalmente un sommergibile è un'unità piuttosto piccola, con ridotta disponibilità di spazio a bordo e quindi ridotta capacità di imbarcare rifornimenti che gli consentano un'operatività di lungo periodo lontano dalle basi. Una nave appoggio sommergibili è quindi un'unità di superficie di media stazza, capace di rifornire un sommergibile di tutto ciò di cui abbia bisogno: carburante, viveri, acqua potabile, munizioni, siluri, pezzi di ricambio e altri equipaggiamenti. Diverse navi appoggio sommergibili sono dotate di officine e attrezzature per poter eseguire riparazioni di emergenza o modifiche di lieve entità ai battelli assistiti, come pure di alloggi a bordo per fungere da dormitori per gli equipaggi dei sommergibili; alcune navi appoggio possono fungere da centro di comando e nave ammiraglia per l'ufficiale comandante di una flottiglia di sommergibili. Le navi appoggio possono prestare la loro opera in mare aperto, oppure essere dislocate presso ancoraggi oltremare per fungere da basi mobili avanzate ed estendere così il raggio operativo dei sommergibili.
Tutte le marine militari dotate di ampie flotte di battelli subacquei impiegarono navi appoggio sommergibili nel corso delle due guerre mondiali come pure della guerra fredda; l'avvento dei sottomarini nucleari, grossi battelli capaci di operare per mesi senza bisogno di alcuna assistenza, fece tuttavia declinare l'importanza di questo tipo di unità.

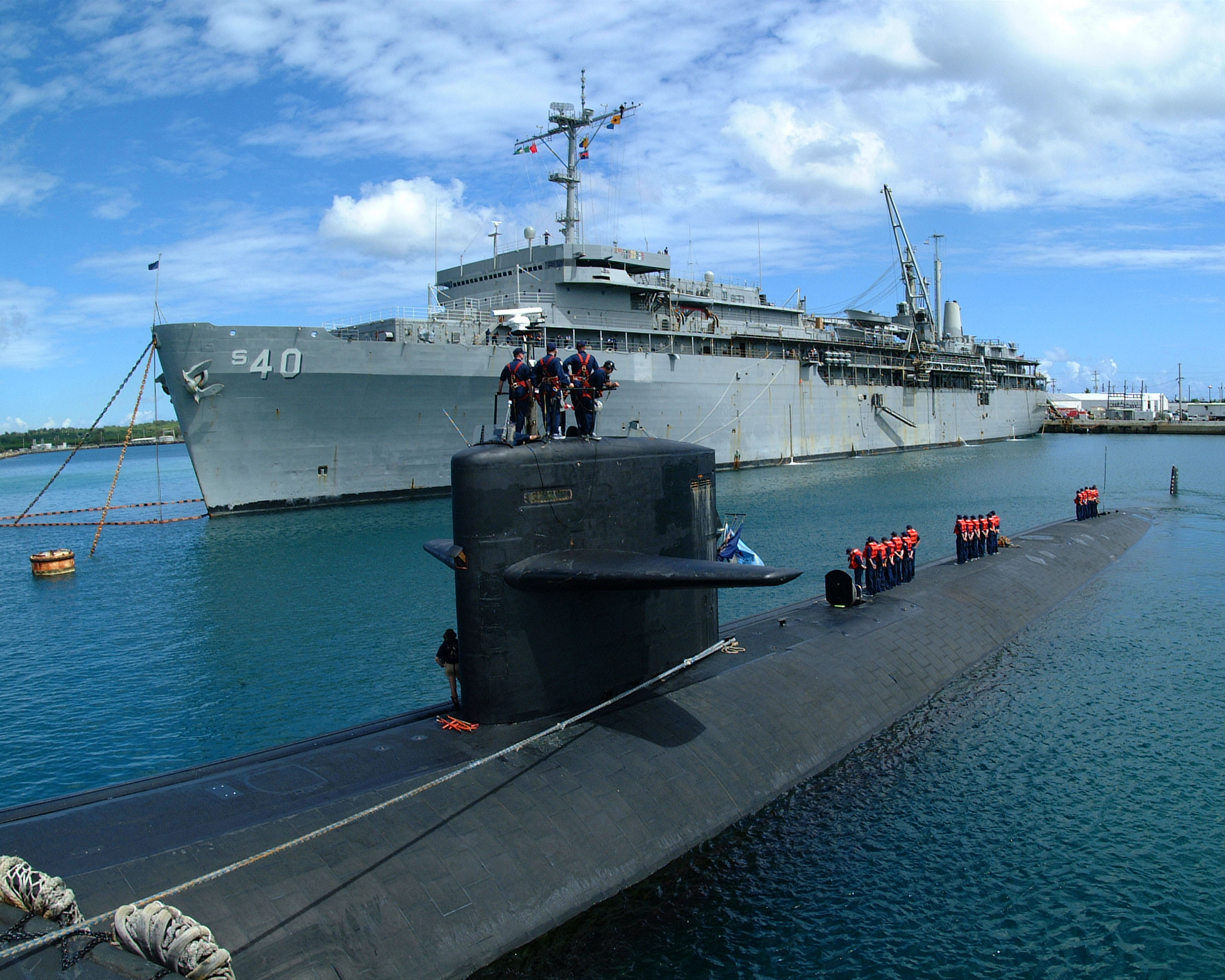
La USS Frank Cable, una delle sole due navi appoggio sommergibili ancora in servizio con la United States Navy; in primo piano, il sottomarino nucleare

Un particolare tipo di navi appoggio sommergibili fu ideato dalla Kriegsmarine tedesca durante la seconda guerra mondiale. Visto che lo strapotere delle forze aeree degli Alleati rendeva sempre più difficile per le unità di superficie tedesche operare nelle acque dell'oceano Atlantico, a partire dal 1941 furono messi in servizio alcuni sommergibili della classe U-Boot Tipo XIV: si trattava di grosse unità prive di armamento offensivo, capaci di imbarcare grosse quantità di carburante nonché di viveri e siluri che potevano poi trasbordare su altri battelli subacquei, estendendone il raggio operativo nelle ampie distese oceaniche.